# Chlamydopteryx vulturnus
Chlamydopteryx vulturnus är en insektsart som först beskrevs av George Willis Kirkaldy 1906.  Chlamydopteryx vulturnus ingår i släktet Chlamydopteryx och familjen sköldstritar. Inga underarter finns listade i Catalogue of Life.